# Liste der Lieder von Jimi Hendrix

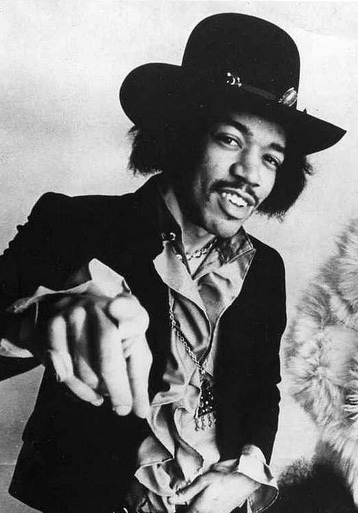
Jimi Hendrix (1968)

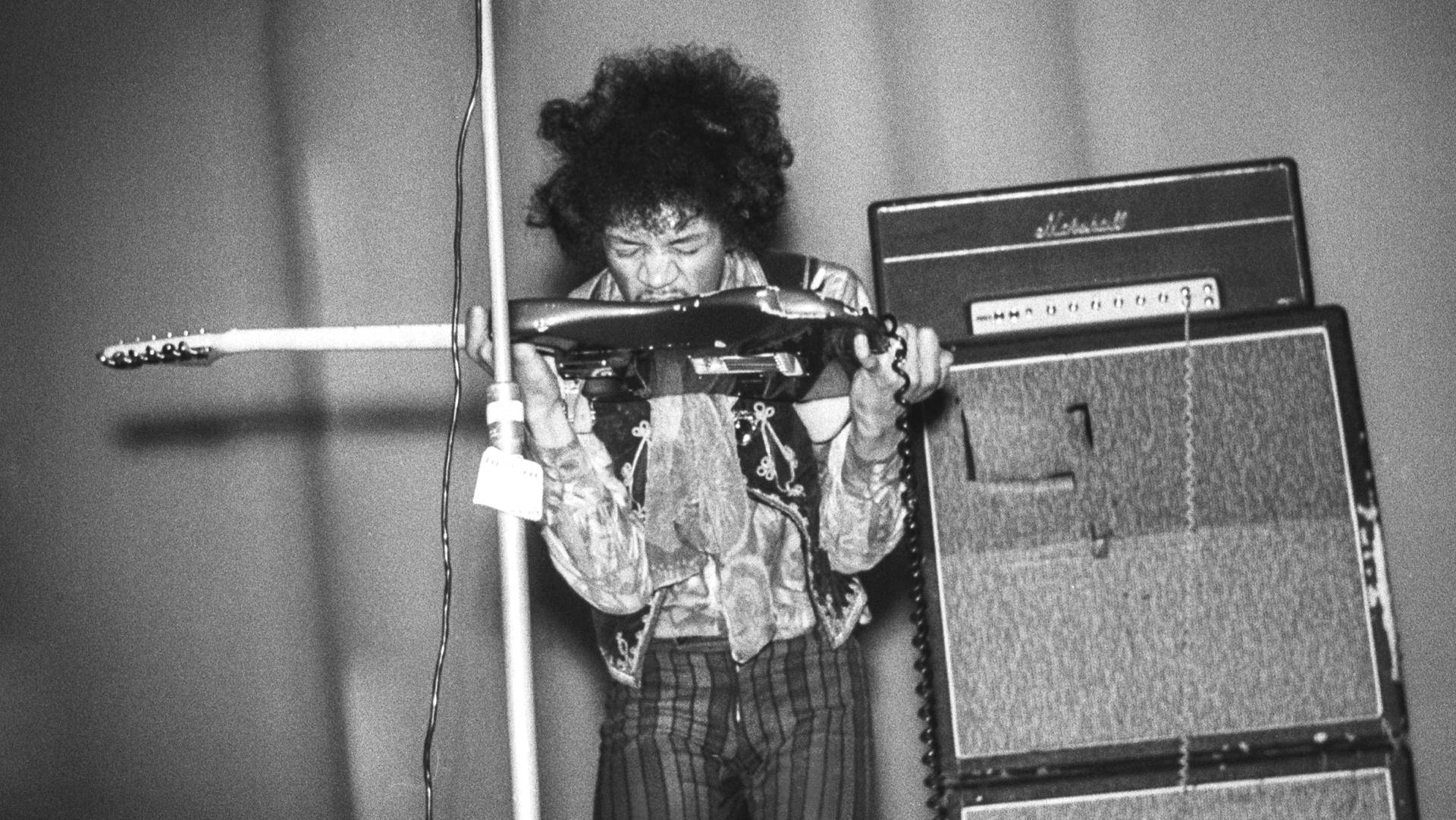
Jimi Hendrix, Helsinki (1967)

Die Liste der Lieder von Jimi Hendrix ist eine Übersicht der Songs des US-amerikanischen Gitarristen, Komponisten und Sängers Jimi Hendrix, der wegen seiner experimentellen und innovativen Spielweise auf der Rock-E-Gitarre als einer der bedeutendsten und einflussreichsten Gitarristen gilt und nachhaltige Wirkung auf die Entwicklung der Rockmusik hatte.

## Hintergrund
Jimi Hendrix, der als Jugendlicher begann sich für Rock ’n’ Roll zu begeistern, erlernte das Spiel von Saiteninstrumenten auf einer Ukulele, die er 1957 unter dem Müll gefunden hatte, als er seinem Vater bei der Erledigung eines Nebenjobs half. Hendrix, lernte nach Gehör, spielte einzelne Töne und folgte zunächst den Liedern von Elvis Presley. Im Sommer 1957 erwarb sein Vater für fünf Dollar eine gebrauchte akustische Gitarre, auf der der linkshändige, die Saiten verkehrt herum aufziehende Hendrix mit seiner ersten Band The Velvetones eine kurze Zeit spielte, bis er eine elektrische Gitarre, die „Supro Ozark 1560S“, geschenkt bekam und sich auf diese konzentrierte.
Seine musikalische Karriere startete Hendrix 1961 während seines Militärdienstes mit der Band The King Kasuals. Zusätzlich spielte er in den Jahren bis 1964 als Begleitmusiker für Little Richard, Ike & Tina Turner, The Supremes, The Isley Brothers, King Curtis und Jackie Wilson. 1965 stieg Hendrix bei der New Yorker Band Curtis Knight and the Squires ein und war danach in diesem Jahr erstmals Frontmann und Sänger in der Formation Jimmy James and the Blue Flames.
1966 wurde Jimi Hendrix von Linda Keith, der damaligen Freundin von Keith Richards, und Chas Chandler entdeckt. Chandler und der ehemalige Manager der Animals, Michael Jeffery, nahmen Hendrix in London unter Vertrag und Chandler begann die Suche nach geeigneten Begleitmusikern, letztlich wurden der Schlagzeuger Mitch Mitchell (vorher bei Georgie Fame’s Blue Flames) und Noel Redding, von Haus aus Gitarrist, als E-Bassist ausgewählt. Mit ihnen wurde im September 1966 in London die Formation Jimi Hendrix Experience gegründet. Die ersten Songs der Band, Hey Joe und Stone Free, wurden im Oktober/November 1966 aufgenommen. Die Single mit den Stücken wurde noch im Dezember 1966 veröffentlicht und platzierte sich im Februar 1967 in England auf Platz 4 der Hitparade. Das erste Album, Are You Experienced, aus dem Jahr 1967 erreichte Platz 2 der UK-Charts. Es folgte im Oktober 1967 das Album Axis: Bold as Love und 1968 die Alben Smash Hits und Electric Ladyland.
Die Formation Jimi Hendrix Experience bestand bis zum Sommer 1969. Für seinen Auftritt auf dem Woodstock-Festival im Sommer 1969 stellte Hendrix eine neue Band zusammen. Diese nannte er Gypsy Sun & Rainbows – zugehörig waren Mitch Mitchell am Schlagzeug, sein alter Armee-Freund Billy Cox am Bass, Larry Lee an der Rhythmusgitarre und zwei Perkussionisten. Teile seines Auftritts sind auf dem Album Woodstock: Music from the Original Soundtrack and More zu hören. Bei diesem Auftritt präsentierte Hendrix eine verzerrte, dröhnende, an Bomber- und Maschinengewehrsalven erinnernde, und auch aus diesem Grund schnell weltbekannte Interpretation der US-amerikanischen Nationalhymne The Star-Spangled Banner.
Für ein Konzert, das an Silvester 1969 im Fillmore East stattfand, formierte Hendrix eine Band namens Band of Gypsys mit Billy Cox am Bass und dem Multiinstrumentalisten Buddy Miles am Schlagzeug. Ergebnis war das Album Band of Gypsys, das insbesondere durch den Song Machine Gun bekannt geworden ist, der – wie The Star-Spangled Banner – als Protest gegen den Vietnamkrieg verstanden werden kann.
Nachdem die Band of Gypsys einen Monat lang zusammen aufgetreten war, formierte Hendrix im März 1970 die Jimi Hendrix Experience neu. Er übernahm Billy Cox aus der Band of Gypsys als Bassist, am Schlagzeug spielte weiterhin Mitch Mitchell. 1970 fanden zahlreiche, oft spontane Studioaufnahmen mit wechselnden Besetzungen statt, die in ein geplantes Album mit dem Arbeitstitel First Rays of the New Rising Sun münden sollten. Eine Auswahl der Songs wurde 1971 als Cry Of Love veröffentlicht, als komplettes Album erschien es erst 1997. In diesem Jahr ging die neue Jimi Hendrix Experience auf ihre letzte US- und Europa-Tournee. Auftakt in Europa war das Isle of Wight Festival am 30. August 1970. Nach anschließenden Auftritten in Stockholm, Kopenhagen und Berlin (am 4. September 1970 in der Deutschlandhalle) absolvierte Hendrix beim Love-and-Peace-Festival am 6. September 1970 auf der schleswig-holsteinischen Ostseeinsel Fehmarn seinen letzten Auftritt vor seinem Tod am 18. September 1970.
Im Laufe seiner zehnjährigen Karriere als Musiker hat Jimi Hendrix mehr als 170 Songs aufgenommen, davon wurden 60 zu Lebzeiten veröffentlicht. Insgesamt wurden bis heute 8 Studioalben, 4 Livealben, 1 Demoalbum, 14 Kompilationen und 14 Singles/EPs mit seinen Werken veröffentlicht. Darüber hinaus existiert eine Vielzahl von Konzertmitschnitten und sonstigen Aufnahmen.
Jimi Hendrix’ erfolgreichstes Lied in Deutschland, Österreich und Norwegen ist Purple Haze, in den Vereinigten Staaten ist es All Along the Watchtower und im Vereinigten Königreich Voodoo Chile. In der Zusammenstellung der 500 Greatest Songs of All Time der Musikzeitschrift Rolling Stone aus dem Jahr 2010 ist der Musiker mit seiner Band The Jimi Hendrix Experience mit folgenden sieben Liedern vertreten:
- Purple Haze vom Album Are You Experienced (Platz 17)
- All Along the Watchtower vom Album Electric Ladyland (Platz 47)
- Voodoo Child (Slight Return) vom Album Electric Ladyland (Platz 102)
- Foxey Lady vom Album Are You Experienced (Platz 153)
- Hey Joe vom Album Are You Experienced (Platz 201)
- Little Wing vom Album Axis: Bold as Love (Platz 366)
- The Wind Cries Mary vom Album Are You Experienced (Platz 379)

Weitere bekannte und erfolgreiche Songs sind:
- Angel vom Album The Cry of Love
- Bold as Love vom Album Axis: Bold as Love
- Burning Of The Midnight Lamp vom Album Smash Hits
- Castles Made of Sand vom Album Axis: Bold as Love
- Crosstown Traffic vom Album Electric Ladyland
- Dolly Dagger vom Album Rainbow Bridge
- Freedom vom Album The Cry of Love
- Gypsy Eyes vom Album Electric Ladyland
- Have You Ever Been (To Electric Ladyland) vom Album Electric Ladyland
- Highway Chile vom Album Smash Hits
- Johnny B. Goode vom Album Hendrix in the West
- Machine Gun vom Album Band of Gypsys
- Manic Depression vom Album Are You Experienced
- Red House vom Album Are You Experienced
- Remember vom Album Are You Experienced
- Stone Free vom Album Smash Hits
- The Star-Spangled Banner vom Album Woodstock: Music from the Original Soundtrack and More
- Up From The Skies vom Album Axis: Bold as Love und
- Voodoo Chile vom Album Electric Ladyland.

Im Jahr 1992 wurde Hendrix posthum der Grammy für sein Lebenswerk verliehen, und er wurde in die Rock and Roll Hall of Fame aufgenommen. Zwei Jahre darauf wurde ihm ein Stern auf dem Hollywood Walk of Fame gewidmet. 1998 wurde Hendrix in die NAMA Hall of Fame der Native Americans aufgenommen. Daneben wurde er von vielen Musikmagazinen als herausragender Musiker anerkannt. Von Rolling Stone, Guitar World und anderen Zeitschriften wurde er zum besten E-Gitarristen aller Zeiten ernannt. Der Rolling Stone wählte ihn zudem auf Rang sechs der 100 größten Musiker aller Zeiten. VH1 listete ihn an dritter Stelle der Best Hard Rock Artists of all time hinter Black Sabbath und Led Zeppelin und an gleicher Position bei den 100 Best Pop Artists of all time, nach den Rolling Stones und den Beatles, auf.

## Liste
Die Zusammenstellung listet in alphabetischer Reihenfolge das Lied, den/die Autor(en) des Liedes, den Tonträger auf dem das Lied erstmals veröffentlicht wurde und das Jahr der Erstveröffentlichung. Eine Berücksichtigung von Raubkopien erfolgt nicht.

### #
| Lied                                                                                  | Autoren        | Album                           | Jahr |
| ------------------------------------------------------------------------------------- | -------------- | ------------------------------- | ---- |
| 12 Bar with Horns                                                                     | Jimi Hendrix   | Love or Confusion (Single 2010) | 1969 |
| 1983... (A Merman I Should Turn to Be) (aka Angel Caterina) (Jimi Hendrix Experience) | Jimi Hendrix   | Electric Ladyland               | 1968 |
| 3 Little Bears                                                                        | Jimi Hendrix   | War Heroes (1972)               | 1968 |
| 3rd Stone from the Sun                                                                | Jimi Hendrix   | Are You Experienced             | 1967 |
| 51st Anniversary (Single) (Jimi Hendrix Experience)                                   | Jimi Hendrix   | Smash Hits (UK-Version)         | 1968 |
| $20 Fine                                                                              | Stephen Stills | Both Sides of the Sky (2018)    | 1969 |

### A
| Lied                                               | Autoren                                                             | Album                                                   | Jahr |
| -------------------------------------------------- | ------------------------------------------------------------------- | ------------------------------------------------------- | ---- |
| A Life So Changed                                  | James Horner                                                        | The Essential Cult Movies [13 Disc Box] (Various, 2000) |      |
| A Mumblin' Word                                    |                                                                     | Moods (1971)                                            |      |
| Acoustic Demo                                      | Jimi Hendrix                                                        | Morning Symphony Ideas (2000)                           | 1970 |
| Ain’t No Telling (Jimi Hendrix Experience)         | Jimi Hendrix                                                        | Axis: Bold as Love                                      | 1967 |
| Ain’t That Peculiar                                | Warren "Pete" Moore, Smokey Robinson, Robert Rogers, Marvin Tarplin | Welcome Home (1981)                                     | 1965 |
| All Alone                                          | John Wesley                                                         | Moods (1971)                                            |      |
| All Along the Watchtower (Jimi Hendrix Experience) | Bob Dylan                                                           | Electric Ladyland                                       | 1968 |
| All God’s Children                                 | Jimi Hendrix                                                        | West Coast Seattle Boy (2010)                           | 1970 |
| All I Want                                         | Lonnie Youngblood                                                   | Roots Of Hendrix                                        | 1966 |
| And the Gods Made Love (Jimi Hendrix Experience)   | Jimi Hendrix                                                        | Electric Ladyland                                       | 1968 |
| Angel                                              | Jimi Hendrix                                                        | The Cry of Love (1971)                                  | 1970 |
| Angel (Jimi Hendrix / Zayn)                        | Jimi Hendrix                                                        | Angel (Single Digital 2022)                             | 1970 |
| Aquarela do Brasil~[Part 1] feat. Danny Elfman     | Ary Barroso                                                         | Mr. Peabody & Sherman (Soundtrack) (2014)               |      |
| Are You Experienced? (Jimi Hendrix Experience)     | Jimi Hendrix                                                        | Are You Experienced                                     | 1967 |
| Astro Man                                          | Jimi Hendrix                                                        | The Cry of Love (1971)                                  | 1970 |
| Astro Man Jam                                      |                                                                     | The Ultra Rare Tracks                                   | 2023 |
| Auld Lang Syne                                     | Frank C. Stanley, Jimi Hendrix                                      | ... And a Happy New Year (EP 1974)                      | 1969 |

### B
| Lied                                                                         | Autoren                                   | Album                                                                                    | Jahr |
| ---------------------------------------------------------------------------- | ----------------------------------------- | ---------------------------------------------------------------------------------------- | ---- |
| Baby What You Want Me to Do                                                  | Aillene Bullock, Jimmy Reed               | Drivin' South (2000)                                                                     | 1965 |
| Back Room Lady                                                               | Jimi Hendrix                              | La grande storia del Rock 3 - Jimi Hendrix, Bob Marley, Percy Sledge                     | 1965 |
| Baggy’s Jam                                                                  | Jimi Hendrix                              | The Baggy's Rehearsal Sessions (2002)                                                    | 1969 |
| Ballad Of Jimi (Jimi Hendrix & Curtis Knight)                                | Curtis Knight                             | Get That Feeling                                                                         | 1968 |
| Be My Baby                                                                   | Phil Spector, Jeff Barry, Ellie Greenwich | Kaleidoscope                                                                             | 1966 |
| Beginnings (Live)                                                            | Mitch Mitchell                            | Woodstock Two (1971)                                                                     | 1969 |
| Belly Button Window                                                          | Jimi Hendrix                              | The Cry of Love (1971)                                                                   | 1970 |
| Better Times Ahead [Demo]                                                    | Curtis Knight                             | No Business: The PPX Sessions, Vol. 2 (2020) Curtis Knight / Curtis Knight & the Squires |      |
| Bleeding Heart (Live)                                                        | Elmore James                              | Experience (1971)                                                                        | 1969 |
| Bleeding Heart (Jimi Hendrix with Jim Morrison, Johnny Winter & Buddy Miles) | Elmore James                              | New York Session                                                                         | 1968 |
| Blue Blues                                                                   | Jimi Hendrix                              | The Genius Of Jimi Hendrix                                                               | 1966 |
| Blue Suede Shoes (Live)                                                      | Carl Perkins                              | Hendrix in the West (1972)                                                               | 1970 |
| Blue Window                                                                  | Jimi Hendrix                              | Martin Scorsese Presents the Blues (2003)                                                | 1969 |
| Blueberry Hill feat. Little Richard                                          | A. Lewis, V. Rose, L. Stock               | Whole Lotta Shakin' Goin' On [DFP] (1999)                                                |      |
| Blues Blues                                                                  | Jimi Hendrix                              | Masterpieces                                                                             | 1968 |
| Blues Jam at Olympic                                                         | Jimi Hendrix                              | Hear My Music (2004)                                                                     | 1969 |
| Bold as Love (Jimi Hendrix Experience)                                       | Jimi Hendrix                              | Axis: Bold as Love                                                                       | 1967 |
| Bolero                                                                       | Jimi Hendrix                              | West Coast Seattle Boy (2010)                                                            | 1970 |
| Born a Hoochie Coochie Man                                                   | Willie Dixon                              | Loose Ends (1974)                                                                        |      |
| Born Under a Bad Sign                                                        | Booker T. Jones, William Bell             | Blues (1994)                                                                             | 1969 |
| Bright Lights Big City                                                       | Jimmy Reed                                | I’m A Man (Single)                                                                       | 1970 |
| Bring My Baby Back                                                           | Jimi Hendrix                              | Hendrix 66                                                                               | 1966 |
| Burning Desire                                                               | Jimi Hendrix                              | Loose Ends (1974)                                                                        | 1969 |
| Burning of the Midnight Lamp (Jimi Hendrix Experience)                       | Jimi Hendrix                              | Smash Hits (UK-Version)                                                                  | 1968 |

### C
| Lied                                                                 | Autoren                    | Album | Jahr |
| -------------------------------------------------------------------- | -------------------------- | --- | ---- |
| C Blues (People, People, People)                                     | Eric Clapton               | Blue Guitar Album (Vogue / Sampler / Vogue P.I.P - Everest - Roulette - Roker Prestige - Entertainment Int.) (1971) |      |
| California Night (Jimi Hendrix Experience)                           | Ed Dantes, Curtis McNear   | Profile | 1966 |
| Calling All the Devil’s Children (Jimi Hendrix Experience)           | Jimi Hendrix               | West Coast Seattle Boy (2010)                                                                                       | 1968 |
| Can You Please Crawl Out Your Window? (Jimi Hendrix Experience)      | Bob Dylan                  | BBC Sessions (1998)                                                                                                 | 1967 |
| Can You See Me (Jimi Hendrix Experience)                             | Jimi Hendrix               | Are You Experienced (UK Version)                                                                                    | 1967 |
| Captain Coconut                                                      | Jimi Hendrix, Alan Douglas | Crash Landing | 1968 |
| Castles Made of Sand (Jimi Hendrix Experience)                       | Jimi Hendrix               | Axis: Bold as Love                                                                                                  | 1967 |
| Cat Talking to Me (Jimi Hendrix Experience)                          | Jimi Hendrix               | West Coast Seattle Boy (2010)                                                                                       | 1967 |
| Catfish Blues                                                        | Muddy Waters               | Radio One (1988) | 1967 |
| Changes                                                              | Buddy Miles                | Band of Gypsys | 1970 |
| Cherokee Jam                                                         | Jimi Hendrix               | By Himself: The Home Recordings                                                                                     |      |
| Cherokee Mist                                                        | Jimi Hendrix               | Both Sides Of The Sky (2018)                                                                                        | 1970 |
| Cherokee Mist (Jimi Hendrix Experience)                              | Jimi Hendrix               | The Jimi Hendrix Experience (2000)                                                                                  | 1970 |
| Cherokee Mist/In from the Storm/Valleys of Neptune                   | Jimi Hendrix               | Am I Blue (2004) |      |
| Cherry Red feat. Little Richard                                      | Eddie "Cleanhead" Vinson   | Whole Lotta Shakin' Goin' On [DFP] (1999)                                                                           |      |
| Chuck Wein (Intro) (The Jimi Hendrix Experience)                     | Jimi Hendrix               | Live in Maui (2020)                                                                                                 | 1970 |
| Come Down Hard on Me Baby                                            | Jimi Hendrix               | Loose Ends (1974)                                                                                                   | 1970 |
| Come on Baby                                                         | Jimi Hendrix               | Cosmic Turn Around (1981)                                                                                           |      |
| Come On (Let The Good Times Roll) (Part 1) (Jimi Hendrix Experience) | Earl King                  | Electric Ladyland                                                                                                   | 1968 |
| Country Blues (Jimi Hendrix Experience)                              | Jimi Hendrix               | The Jimi Hendrix Experience (2000)                                                                                  | 1970 |
| Crash Landing                                                        | Jimi Hendrix               | People, Hell and Angels (2013)                                                                                      | 1969 |
| Crossover feat. Little Richard                                       | A. Tyler                   | Whole Lotta Shakin' Goin' On [DFP] (1999)                                                                           |      |
| Crosstown Traffic (Jimi Hendrix Experience)                          | Jimi Hendrix               | Electric Ladyland                                                                                                   | 1968 |
| Crying Blue Rain                                                     | Jimi Hendrix               | Valleys of Neptune (2010)                                                                                           | 1969 |

### D
| Lied                                                     | Autoren                                | Album                                                  | Jahr |
| -------------------------------------------------------- | -------------------------------------- | ------------------------------------------------------ | ---- |
| Dance What You Wanna feat. Little Richard                | J.W. Alexander, Sam Cooke, C. White    | Whole Lotta Shakin' Goin' On [DFP] (1999)              |      |
| Dancing All Around the World feat. Little Richard        | Richard Penniman                       | Whole Lotta Shakin' Goin' On [DFP] (1999)              |      |
| Day Tripper (Live)                                       | John Lennon, Paul McCartney            | Radio One (1988)                                       | 1967 |
| Day Tripper (Jimi Hendrix & Curtis Knight)               | John Lennon, Paul McCartney            | Flashing                                               | 1966 |
| Dear Mr. Fantasy (Live)                                  | Jim Capaldi, Steve Winwood, Chris Wood | Paris 1967/San Francisco 1968 (2003)                   | 1968 |
| Denny Boy                                                |                                        |                                                        |      |
| Dolly Dagger                                             | Jimi Hendrix                           | Rainbow Bridge (1971)                                  | 1970 |
| Don’t Accuse Me                                          | Curtis Knight                          | 16 Greatest Classics (1988)                            | 1968 |
| Don’t Accuse Me (Jimi Hendrix & Curtis Knight)           | Curtis Knight                          | Flashing                                               | 1968 |
| Doriella du Fontaine feat. Lightnin' Rod / Lightning Rod | Lightnin' Rod                          | The Celluloid Years: 12"es and More... (2006, Sampler) |      |
| The Drifter’s Escape                                     | Bob Dylan                              | Loose Ends (1964)                                      | 1970 |
| Drifting                                                 | Jimi Hendrix                           | The Cry of Love (1971)                                 | 1970 |
| Driving South (Live) (Jimi Hendrix Experience)           | Curtis Knight                          | Radio One (1988)                                       | 1967 |
| Drone Blues                                              | Jimi Hendrix                           | Hear My Music (2004)                                   | 1969 |

### E
| Lied                                                                           | Autoren                  | Album                                                                             | Jahr |
| ------------------------------------------------------------------------------ | ------------------------ | --------------------------------------------------------------------------------- | ---- |
| Earth Blues                                                                    | Jimi Hendrix             | Rainbow Bridge (1971)                                                             | 1970 |
| Easy Blues                                                                     | Jimi Hendrix             | People, Hell and Angels (2013)                                                    | 1969 |
| Edda Mae                                                                       | Jimi Hendrix             | Kaleidoscope                                                                      | 1966 |
| Electric Church Red House                                                      | Jimi Hendrix             | Blues (1994)                                                                      | 1968 |
| Electric Ladyland                                                              | Jimi Hendrix             | Re Experienced (1983)                                                             |      |
| Electric Ladyland (Have You Ever Been To) (Jimi Hendrix Experience)            | Jimi Hendrix             | The Jimi Hendrix Experience (2000)                                                |      |
| The Everlasting First                                                          | Jimi Hendrix, Arthur Lee | West Coast Seattle Boy (2010)                                                     | 1967 |
| Every Little Bit Hurts                                                         | Jimi Hendrix             | Moods (1971)                                                                      |      |
| Everybody Knew But Me [Demo] feat. Curtis Knight / Curtis Knight & the Squires | Curtis Knight            | No Business: The PPX Sessions, Vol. 2 Curtis Knight / Curtis Knight & the Squires |      |
| Everything                                                                     | Jimi Hendrix             | Kaleidoscope                                                                      | 1966 |
| Everything You Get                                                             | Jimi Hendrix             | Kaleidoscope                                                                      | 1966 |
| EXP (Jimi Hendrix Experience)                                                  | Jimi Hendrix             | Axis: Bold as Love                                                                | 1967 |
| Experiencing the Blues                                                         | Jimi Hendrix             | Guitar Hero (1979)                                                                | 1967 |
| Ezy Ryder                                                                      | Jimi Hendrix             | The Cry of Love (1971)                                                            | 1970 |

### F
| Lied                                              | Autoren                                       | Album                                       | Jahr |
| ------------------------------------------------- | --------------------------------------------- | ------------------------------------------- | ---- |
| Farewell                                          | Jimi Hendrix                                  | Woodstock (1994)                            |      |
| Feel That Soul                                    | John Wesley                                   | Every Little Bit Hurts                      |      |
| Find Someone                                      | Jimi Hendrix                                  | Kaleidoscope                                | 1966 |
| Fire (Jimi Hendrix Experience)                    | Jimi Hendrix                                  | Are You Experienced                         | 1967 |
| Flashing (Jimi Hendrix & Curtis Knight)           | Ed Dantes                                     | Get That Feeling                            | 1967 |
| Fool For Your Baby                                | Curtis Knight                                 | 16 Greatest Classics (1988)                 | 1968 |
| Fool For Your Baby (Jimi Hendrix & Curtis Knight) | Curtis Knight                                 | Flashing                                    | 1968 |
| Fox                                               | Jimi Hendrix                                  | The Genius Of Jimi Hendrix                  | 1966 |
| Foxey Lady (Jimi Hendrix Experience)              | Jimi Hendrix                                  | Are You Experienced                         | 1967 |
| Free Spirit                                       | Jimi Hendrix, Herman Hitson                   | In The Beginning                            | 1965 |
| Freedom (Jimi Hendrix Experience)                 | Jimi Hendrix                                  | The Cry of Love (1971)                      | 1970 |
| Freedom And You                                   | Jimi Hendrix                                  | 16 All-Time Rock Hits 8                     | 1965 |
| Friends                                           | Jimi Hendrix                                  | Friends (Single)                            | 1970 |
| From This Day On                                  | Edward Lewis, Marion Farmer, James Lewis [II] | Rock Guitar (1971)                          |      |
| Further on up the Road                            | Don Robey, Joe Veasey                         | Studio Out-Takes, Vol. 3 (1969–1970) (2004) |      |
| Future Trip                                       | Jimi Hendrix                                  | An Hi Fi Rare Batch Of Jimi Hendrix         | 1966 |
| Future Trip (Jimi Hendrix & Curtis Knight)        | Curtis Knight                                 | Get That Feeling                            | 1968 |

### G
| Lied                                                              | Autoren                                            | Album                                                                | Jahr |
| ----------------------------------------------------------------- | -------------------------------------------------- | -------------------------------------------------------------------- | ---- |
| Gangster Of Love (Jimi Hendrix Experience)                        |                                                    | 16 All-Time Rock Hits 9 (1992)                                       |      |
| Georgia Blues                                                     | Jimi Hendrix                                       | Martin Scorsese Presents the Blues (2003)                            | 1969 |
| Get Down                                                          | Vincent Lee Moses                                  | Rock Guitar                                                          |      |
| Get My Heart Back Together                                        | Jimi Hendrix                                       | Stimmen der Welt (1971)                                              |      |
| Get Out Of My Life Woman (Jimi Hendrix Experience)                | Allen Toussaint                                    | Welcome Home (1971)                                                  |      |
| Get That Feeling (Jimi Hendrix & Curtis Knight)                   | Jimi Hendrix, Curtis Knight, Ed Dantes, Ed Gregory | Get That Feeling                                                     | 1966 |
| Getting My Heart Back Together Again (aka Hear My Train A-Comin') | Jimi Hendrix                                       | Calling Long Distance (1992)                                         |      |
| Getting Your Brothers Shoes Together                              | Jimi Hendrix                                       | Live at the Forum Los Angeles: April 25, 1970                        | 1970 |
| Girl So Fine                                                      | John Wesley                                        | Rock Guitar                                                          |      |
| Gloomy Monday (Jimi Hendrix & Curtis Knight)                      | Jimi Hendrix, Curtis Knight, Ed Dantes             | Flashing                                                             | 1968 |
| Gloria (Jimi Hendrix Experience)                                  | Van Morrison                                       | Gloria (EP UK 1978)                                                  |      |
| Go-Go Jam                                                         | Daryl Hall, Thomas Natschinski, Lonnie Youngblood  | Many Faces of Jimi Hendrix (2017, Sampler)                           |      |
| Go Go Places                                                      | Lonnie Youngblood                                  | The Legends Collection: The Jimi Hendrix Collection (2001)           |      |
| Go Go Shoes                                                       | Jimi Hendrix                                       | Hendrix 66                                                           | 1966 |
| God Save The Queen                                                |                                                    | The Ultra Rare Tracks                                                | 2023 |
| Going Home Tomorrow                                               | Fats Domino, Al Young                              | Jimi Hendrix / Little Richard Together (1975)                        |      |
| Gonna Take A Lot                                                  | Jimi Hendrix                                       | The Genius Of Jimi Hendrix                                           | 1966 |
| Good Feeling                                                      | Jimi Hendrix                                       | Hendrix 66                                                           | 1966 |
| Good Times                                                        | Jimi Hendrix, Herman Hitson                        | Hendrix 66                                                           | 1965 |
| Goodbye Bessie Mae                                                | Lonnie Youngblood, Hank Anderson                   | Roots Of Hendrix                                                     | 1965 |
| Goodnight Irene (Jimi Hendrix And Little Richard)                 | Lead Belly, John A. Lomax                          | Goodnight Irene (Single 1972)                                        |      |
| Got To Have It                                                    |                                                    | Second Time Around (1979)                                            |      |
| Gotta Have A New Dress (Jimi Hendrix & Curtis Knight)             | Curtis Knight                                      | Get That Feeling                                                     | 1967 |
| Gotta Have A New Dress (Jimi Hendrix Experience)                  | Curtis Knight                                      |                                                                      |      |
| Groove                                                            | Jimi Hendrix                                       | La grande storia del Rock 3 - Jimi Hendrix, Bob Marley, Percy Sledge | 1966 |
| Groove Maker (Jimi Hendrix Experience)                            | Norman                                             | Best Of Jimi Hendrix                                                 | 1966 |
| Groovemaker                                                       | Jimi Hendrix                                       | The Genius Of Jimi Hendrix                                           | 1966 |
| Groovy Little Susie feat. Little Richard                          | John Marascalco                                    | Whole Lotta Shakin' Goin' On [DFP] (1999)                            |      |
| Gypsy Blood                                                       | Jimi Hendrix                                       | Hear My Music (2004)                                                 | 1969 |
| Gypsy Boy (aka Hey Baby)                                          | Jimi Hendrix                                       | Midnight Lightning                                                   | 1969 |
| Gypsy Boy (New Rising Sun)                                        | Jimi Hendrix                                       | Midnight Lightning (1975)                                            |      |
| Gypsy Eyes (Jimi Hendrix Experience)                              | Jimi Hendrix                                       | Electric Ladyland                                                    | 1968 |

### H
| Lied                                                                                        | Autoren                           | Album                                               | Jahr |
| ------------------------------------------------------------------------------------------- | --------------------------------- | --------------------------------------------------- | ---- |
| Hang On Sloopy                                                                              | Wes Farrell, Bert Russell         | Last Night (1979)                                   |      |
| Happy Birthday                                                                              | Jimi Hendrix                      | An Hi Fi Rare Batch Of Jimi Hendrix                 | 1966 |
| Happy Birthday (Jimi Hendrix & Curtis Knight)                                               | Curtis Knight                     | Flashing                                            | 1968 |
| Hard Night                                                                                  | Ed Chaplin                        | Second Time Around (1979)                           |      |
| Have Mercy                                                                                  | Ron Miller, Don Covay             | Mr. Pitiful                                         | 1965 |
| Have You Ever Been (To Electric Ladyland) (aka Electric Ladyland) (Jimi Hendrix Experience) | Jimi Hendrix                      | Electric Ladyland                                   | 1968 |
| Hear My Freedom                                                                             | Jimi Hendrix                      | West Coast Seattle Boy (2010)                       | 1968 |
| Hear My Train A Comin’ (aka Getting My Heart Back Together Again)                           | Jimi Hendrix                      | Sound Track Recordings From The Film "Jimi Hendrix" | 1967 |
| Hear My Train A Comin' (Live) (Jimi Hendrix Experience)                                     | Jimi Hendrix                      | Woodstock Two                                       | 1969 |
| Heavy Jam                                                                                   | Jimi Hendrix                      | The Ultra Rare Tracks                               | 2023 |
| Here He Comes (aka Lover Man)                                                               | Jimi Hendrix                      | South Saturn Delta (1982)                           |      |
| Hey Baby (New Rising Sun)                                                                   | Jimi Hendrix                      | Rainbow Bridge (1971)                               | 1970 |
| Hey Baby (New Rising Sun) / Midnight Lightning                                              | Jimi Hendrix                      | Live in Maui (2020)                                 |      |
| Hey Baby (The Land of the New Rising Sun)                                                   | Jimi Hendrix                      | Calling Long Distance (1992)                        |      |
| Hey Gypsy Boy                                                                               | Jimi Hendrix                      | People, Hell And Angels (2013)                      |      |
| Hey Joe                                                                                     | William Moses „Billy“ Roberts jr. | Are You Experienced (US-Version)                    | 1966 |
| Hey Leroy, Your Mama’s Callin' You                                                          | Jimmy Castor., Johnnie Pruitt     | In the Beginning (1972)                             |      |
| Highway Chile (Jimi Hendrix Experience)                                                     | Jimi Hendrix                      | Smash Hits (UK-Version)                             | 1968 |
| Highway of Broken Hearts                                                                    | Jimi Hendrix                      | Studio Out-Takes, Vol. 3 (1969–1970) (2004)         |      |
| Hold On To What You Got                                                                     | Jackie DeShannon                  | Mr. Pitiful                                         | 1965 |
| Hornet’s Nest                                                                               | Jimi Hendrix                      | An Hi Fi Rare Batch Of Jimi Hendrix                 | 1966 |
| Hornet’s Nest (Jimi Hendrix & Curtis Knight)                                                | Curtis Knight                     | Flashing                                            | 1968 |
| Hot Trigger                                                                                 | Jimi Hendrix, Lonnie Youngblood   | Hendrix 66                                          | 1966 |
| Hound Dog(Jimi Hendrix Experience)                                                          | Jerry Leiber, Mike Stoller        | Radio One (1988)                                    | 1967 |
| Hound Dog Blues                                                                             | Jimi Hendrix                      | West Coast Seattle Boy (2010)                       | 1969 |
| House Burning Down (Jimi Hendrix Experience)                                                | Jimi Hendrix                      | Electric Ladyland                                   | 1968 |
| House Of The Rising Sun                                                                     | Woody Guthrie                     | In The Beginning                                    | 1970 |
| How Would You Feel                                                                          | Jimi Hendrix                      |                                                     | 1966 |
| How Would You Feel (Jimi Hendrix & Curtis Knight)                                           | Curtis Knight, Ed Dantes          | Get That Feeling                                    | 1966 |
| Human Heart                                                                                 | Vincent Lee Moses                 | Rock Guitar                                         |      |
| Hush Now (Jimi Hendrix & Curtis Knight)                                                     | Curtis Knight                     | Get That Feeling                                    | 1966 |

### I
| Lied                                                                                          | Autoren                                                   | Album                                                                                    | Jahr |
| --------------------------------------------------------------------------------------------- | --------------------------------------------------------- | ---------------------------------------------------------------------------------------- | ---- |
| (I Can’t Get No) Satisfaction                                                                 | Mick Jagger, Keith Richards                               | Birth of Success                                                                         | 1970 |
| I Can’t Help Myself (Sugar Pie Honey Bunch)                                                   | Lamont Dozier, Eddie Holland, Brian Holland               | Welcome Home (1981)                                                                      |      |
| I Don’t Live Today (Jimi Hendrix Experience)                                                  | Jimi Hendrix                                              | Are You Experienced                                                                      | 1967 |
| I Got You (I Feel Good)                                                                       | James Brown                                               | Knock Yourself Out (2000)                                                                |      |
| I’ll Be Dogone                                                                                | Johnny Moore, Smokey Robinson, Marvin Tarplin             | Welcome Home (1981)                                                                      |      |
| I’m A Man                                                                                     | Ellas McDaniel                                            | I’m A Man (Single)                                                                       | 1970 |
| (I’m Not Your) Steppin' Stone                                                                 | Tommy Boyce, Bobby Hart                                   | Re Experienced (1983)                                                                    |      |
| I’m Your Hoochie Coochie Man                                                                  | Willie Dixon                                              | Loose Ends (1974)                                                                        | 1969 |
| I Need You Every Day                                                                          | Dave Bartholomew, Chris Kenner                            | No Business: The PPX Sessions, Vol. 2 (2020) Curtis Knight / Curtis Knight & the Squires |      |
| I Should've Quit You                                                                          | Otis Redding                                              | Mr. Pitiful                                                                              | 1965 |
| I’ve Been Loving You Too Long feat. Otis Redding                                              | Jerry Butler, Otis Redding                                | Otis Blue: Otis Redding Sings Soul                                                       |      |
| I’ve Got A Sweet Little Angel                                                                 | B.B. King                                                 | Last Night (1979)                                                                        |      |
| I Was Made to Love Her                                                                        | Stevie Wonder, Lula Mae Hardaway, Henry Cosby, Sylvia Moy | BBC Sessions (1998)                                                                      | 1967 |
| If Six Was Nine (Jimi Hendrix Experience)                                                     | Jimi Hendrix                                              | Axis: Bold as Love                                                                       | 1967 |
| If You Gonna Make A Fool Of Somebody [Demo] feat. Curtis Knight / Curtis Knight & the Squires | Rudy Clark                                                | No Business: The PPX Sessions, Vol. 2 (2020) Curtis Knight / Curtis Knight & the Squires |      |
| Improvisation                                                                                 |                                                           |                                                                                          |      |
| In from the Storm                                                                             | Jimi Hendrix                                              | The Cry of Love (1971)                                                                   | 1970 |
| In the Midnight Hour                                                                          | Steve Cropper, Wilson Pickett                             | Magic Fingers (1979)                                                                     |      |
| Inside Out                                                                                    | Jimi Hendrix                                              | People, Hell and Angels (2013)                                                           | 1968 |
| Instrumental                                                                                  | Jimi Hendrix                                              | The Rainbow Bridge Concert: The Late Show (2003)                                         |      |
| Instrumental Improvisation                                                                    | Jimi Hendrix                                              | Calling Long Distance (1992)                                                             |      |
| Instrumental Jam                                                                              | Jimi Hendrix                                              | Studio Out-Takes, Vol. 2 (1969) (2004)                                                   | 1969 |
| Intro feat. The Jimi Hendrix Experience                                                       | Jimi Hendrix                                              | Live at the L.A. Forum, April 26, 1969 (2022)                                            | 1969 |
| Intro/God Save the Queen                                                                      | Traditional                                               | Live: Isle of Wight '70 (1971)                                                           | 1970 |
| It Ain’t Watcha Do feat. Little Richard                                                       | Richard Penniman                                          | Whole Lotta Shakin' Goin' On [DFP] (1999)                                                |      |
| Introduction                                                                                  | Jimi Hendrix                                              | Live At Woodstock (2010)                                                                 |      |
| It’s Not My Gig                                                                               |                                                           | Welcome Home (1981)                                                                      |      |
| It’s Too Bad (Jimi Hendrix Experience)                                                        | Jimi Hendrix                                              | The Jimi Hendrix Experience (2000)                                                       | 1968 |
| Itsy Bitsy Teenie Weenie Yellow Polkadot Bikini                                               | Lee Pockriss, Paul Vance                                  | Mr. Pitiful                                                                              | 1965 |
| Izabella                                                                                      | Jimi Hendrix                                              | War Heroes (1972)                                                                        | 1970 |

### J
| Lied                                  | Autoren                                                  | Album                            | Jahr |
| ------------------------------------- | -------------------------------------------------------- | -------------------------------- | ---- |
| Jam 292                               | Jimi Hendrix                                             | Loose Ends (1974)                | 1969 |
| Jam Back At The House (aka Beginning) | Jimi Hendrix                                             | Live In Maui (2020)              |      |
| Jammin’                               | Jimi Hendrix                                             | BBC Sessions (1998)              | 1967 |
| Jelly 292                             | Jimi Hendrix                                             | Blues (1994)                     |      |
| Jimi/Jimmy Jam                        | Jimi Hendrix                                             | Hear My Music (2004)             | 1969 |
| Johnny B. Goode (Live)                | Chuck Berry                                              | Hendrix in the West (1972)       | 1970 |
| Jungle                                | Jimi Hendrix                                             | Morning Symphony Ideas (2000)    | 1969 |
| Jungle Jam                            | Jimi Hendrix                                             | The Ultra Rare Tracks            | 2023 |
| Just a Little Bit                     | Ralph Bass, Buster Brown, John Thornton, Fats Washington | In the Beginning [T Neck] (1972) |      |

### K
| Lied                                              | Autoren        | Album                                       | Jahr |
| ------------------------------------------------- | -------------- | ------------------------------------------- | ---- |
| Keep a Knockin'                                   | Little Richard | Jimi Hendrix/Little Richard Together (1975) |      |
| Keep On Grooving                                  | Jimi Hendrix   | Morning Symphony Ideas (2000)               | 1969 |
| Killing Floor (Live) (Jimi Hendrix Experience)    | Howlin’ Wolf   | Kiss the Sky (1984)                         | 1967 |
| Knock Yourself Out (Jimi Hendrix & Curtis Knight) | Curtis Knight  | Get That Feeling                            | 1968 |

### L
| Lied                                                        | Autoren                                                                             | Album                                                   | Jahr |
| ----------------------------------------------------------- | ----------------------------------------------------------------------------------- | ------------------------------------------------------- | ---- |
| Land of the New Rising Sun                                  | Jimi Hendrix                                                                        | The Rainbow Bridge Concert: The Late Show (2003)        | 1970 |
| Larry Young Jam                                             | Jimi Hendrix                                                                        | Studio Out-Takes, Vol. 2 (1969) (2004)                  | 1969 |
| Last Night                                                  | Chips Moman, Charles Axton, Gilbert Caple, Floyd Newman, Jerry Lee "Smoochie" Smith | Last Night (1979)                                       |      |
| Lawdy Miss Claudie (Little Richard & Jimi Hendrix)          | Jimi Hendrix, Little Richard                                                        | Lawdy Miss Claudie (Single) (1972)                      |      |
| Left Alone                                                  |                                                                                     | Mr. Pitiful                                             | 1965 |
| Let Me Light Your Fire (Jimi Hendrix Experience)            | Jimi Hendrix                                                                        | Let Me Light Your Fire (Single)                         | 1969 |
| Let Me Move You                                             | Jimi Hendrix                                                                        | People, Hell and Angels (2013)                          | 1969 |
| Let Me Thrill Your Soul                                     | Jimi Hendrix, Herman Hitson                                                         | Free Spirit                                             | 1965 |
| Let The Gods Sing                                           | Choluteca                                                                           | In The Beginning                                        | 1965 |
| Let the Good Times Roll                                     | Earl King                                                                           | Martin Scorsese Presents the Blues: Jimi Hendrix (2003) |      |
| Level                                                       | Ed Dantes                                                                           | Hush Now                                                | 1966 |
| Like a Rolling Stone(Jimi Hendrix Experience)               | Bob Dylan                                                                           | Historic Performances                                   | 1970 |
| Lime Lime                                                   | Jimi Hendrix                                                                        | The Genius Of Jimi Hendrix                              | 1966 |
| Lime Lime Medley: Outside Woman Blues/Sunshine of Your Love | Jack Bruce, Eric Clapton                                                            | Woke Up This Morning and Found Myself Dead (1980)       |      |
| Little Drummer Boy                                          | Harry Simeone, Katherine K. Davis, Henry Onorati                                    | Little Drummer Boy (Single)                             | 1969 |
| Little Miss Lover (Jimi Hendrix Experience)                 | Jimi Hendrix                                                                        | Axis: Bold as Love                                      | 1967 |
| Little Miss Strange (Jimi Hendrix Experience)               | Noel Redding                                                                        | Electric Ladyland                                       | 1968 |
| Little One                                                  | Jimi Hendrix                                                                        | West Coast Seattle Boy (2010)                           | 1967 |
| Little Wing (Jimi Hendrix Experience)                       | Jimi Hendrix                                                                        | Axis: Bold as Love                                      | 1967 |
| Lonely Avenue                                               | Jimi Hendrix                                                                        | West Coast Seattle Boy (2010)                           | 1969 |
| Long Hot Summer Night (Jimi Hendrix Experience)             | Jimi Hendrix                                                                        | Electric Ladyland                                       | 1968 |
| Look Over Yonder                                            | Jimi Hendrix                                                                        | Rainbow Bridge (1971)                                   | 1968 |
| Love, Love (Jimi Hendrix & Curtis Knight)                   | Jimi Hendrix, Curtis Knight                                                         | Flashing                                                | 1966 |
| Love or Confusion (Jimi Hendrix Experience)                 | Jimi Hendrix                                                                        | Are You Experienced                                     | 1967 |
| Lover Man                                                   | Jimi Hendrix                                                                        | Isle of Wight (1971)                                    | 1970 |
| Lullaby for the Summer                                      | Jimi Hendrix                                                                        | Valleys of Neptune (2010)                               | 1969 |

### M
| Lied                                                                | Autoren                              | Album                            | Jahr |
| ------------------------------------------------------------------- | ------------------------------------ | -------------------------------- | ---- |
| Machine Gun                                                         | Jimi Hendrix                         | Band of Gypsys                   | 1970 |
| Manic Depression (Jimi Hendrix Experience)                          | Jimi Hendrix                         | Are You Experienced              | 1967 |
| Mannish Boy                                                         | Muddy Waters, Mel London, Bo Diddley | Blues (1994)                     | 1969 |
| Mastermind                                                          | Larry Lee                            | West Coast Seattle Boy (2010)    | 1969 |
| May This Be Love (Jimi Hendrix Experience)                          | Jimi Hendrix                         | Are You Experienced              | 1967 |
| Mercy Lady Day                                                      | Ed Dantes                            | Second Time Around               | 1966 |
| Message of Love                                                     | Jimi Hendrix                         | Band of Gypsys                   | 1970 |
| Message To Love                                                     | Jimi Hendrix                         | Crash Landing                    | 1968 |
| Message To The Universe (Message To Love)                           | Jimi Hendrix                         | South Saturn Delta (2004)        | 2004 |
| Messages From Nine To The Universe                                  | Jimi Hendrix                         | Nine To The Universe             | 1969 |
| Messenger                                                           | Jimi Hendrix                         | West Coast Seattle Boy (2010)    | 1968 |
| Midnight                                                            | Jimi Hendrix                         | War Heroes (1972)                | 1969 |
| Midnight Lightning (Live)                                           | Jimi Hendrix                         | Isle of Wight (1971)             | 1970 |
| Miracle Worker                                                      | Jimi Hendrix, Jimmy Norman           | Rock Guitar                      |      |
| MLK (aka Captain Coconut)                                           | Jimi Hendrix                         | Burning Desire (2006)            | 1970 |
| Mojo Man                                                            | Taharqa Aleem, Tundera Aleem         | People, Hell And Angels (2013)   |      |
| Money                                                               | Janie Bradford, Berry Gordy Jr.      | Last Night (1979)                |      |
| Money Honey (Little Richard & Jimi Hendrix)                         | Jimi Hendrix, Little Richard         | Lawdy Miss Claudie (Single 1972) |      |
| Moon, Turn the Tides...Gently Gently Away (Jimi Hendrix Experience) | Jimi Hendrix                         | Electric Ladyland                | 1968 |
| Mr. Bad Luck (aka Look Over Yonder)                                 | Jimi Hendrix                         | Valleys Of Neptune (2010)        | 1968 |
| Mr. Pitiful                                                         | Otis Redding                         | Mr. Pitiful                      | 1965 |
| My Best Friend                                                      |                                      | My Best Friend (1979)            |      |
| My Fault                                                            |                                      | Last Night (1979)                |      |
| My Friend                                                           | Jimi Hendrix                         | The Cry of Love (1971)           | 1968 |
| My Heart Is Higher                                                  |                                      | Hush Now                         | 1966 |

### N
| Lied                                               | Autoren      | Album                         | Jahr |
| -------------------------------------------------- | ------------ | ----------------------------- | ---- |
| New Rising Sun                                     | Jimi Hendrix | West Coast Seattle Boy (2010) | 1968 |
| Night Bird Flying (Live) (Jimi Hendrix Experience) | Jimi Hendrix | The Cry of Love (1971)        | 1970 |

### O
| Lied               | Autoren      | Album              | Jahr |
| ------------------ | ------------ | ------------------ | ---- |
| Once I Had a Woman | Jimi Hendrix | Blues (1994)       | 1970 |
| One Rainy Wish     | Jimi Hendrix | Axis: Bold as Love | 1967 |

### P
| Lied                              | Autoren                                     | Album                              | Jahr |
| --------------------------------- | ------------------------------------------- | ---------------------------------- | ---- |
| Pali Gap                          | Jimi Hendrix                                | Rainbow Bridge (1971)              | 1970 |
| Peace in Mississippi              | Jimi Hendrix                                | The Jimi Hendrix Experience (2013) | 1968 |
| Peter Gunn / Catastrophe (Medley) | Henry Mancini (arrangiert von Jimi Hendrix) | War Heroes (1972)                  | 1970 |
| Play That Riff (Thank You)        | Jimi Hendrix                                | West Coast Seattle Boy (2010)      | 1970 |
| Power to Love                     | Jimi Hendrix                                | Band of Gypsys                     | 1970 |
| Purple Haze                       | Jimi Hendrix                                | Are You Experienced (US-Version)   | 1967 |

### R
| Lied                  | Autoren      | Album                            | Jahr |
| --------------------- | ------------ | -------------------------------- | ---- |
| Radio One Theme       | Jimi Hendrix | Radio One (1988)                 | 1967 |
| Rainy Day, Dream Away | Jimi Hendrix | Electric Ladyland                | 1968 |
| Record Plant 2X       | Jimi Hendrix | Burning Desire (2006)            | 1970 |
| Red House             | Jimi Hendrix | Are You Experienced (UK-Version) | 1967 |
| Remember              | Jimi Hendrix | Are You Experienced (UK-Version) | 1967 |
| Rock Me Baby          | B.B. King    | Historic Performances            | 1970 |
| Room Full of Mirrors  | Jimi Hendrix | Experience (1971)                | 1969 |

### S
| Lied                                  | Autoren                                   | Album                                                        | Jahr |
| ------------------------------------- | ----------------------------------------- | ------------------------------------------------------------ | ---- |
| Scorpio Woman                         | Jimi Hendrix                              | Morning Symphony Ideas (2000)                                |      |
| Send My Love to Linda                 | Jimi Hendrix                              | Both Sides of the Sky (2018)                                 |      |
| Sgt. Pepper’s Lonely Hearts Club Band | John Lennon, Paul McCartney               | Hendrix in the West (1972)                                   |      |
| Shame, Shame, Shame                   | Jimi Hendrix                              | West Coast Seattle Boy (2010)                                |      |
| She’s So Fine                         | Noel Redding                              | Axis: Bold as Love                                           | 1967 |
| Ships Passing Through the Night       | Jimi Hendrix                              | Valleys of Neptune (2010)                                    |      |
| Slow Blues                            | Jimi Hendrix                              | The Jimi Hendrix Experience (2000)                           |      |
| Slow Time Blues                       | Jimi Hendrix                              | Burning Desire (2006)                                        |      |
| Slow Version                          | Jimi Hendrix                              | Hear My Music (2004)                                         |      |
| Smashing of Amps                      | Jimi Hendrix                              | Experience (1971)                                            |      |
| Snowballs at My Window                | Jimi Hendrix                              | Electric Ladyland (50th Anniversary Edition) (2018)          |      |
| Somewhere Over the Rainbow            | Harold Arlen, E. Y. Harburg               | Crash Landing (1975)                                         |      |
| South Saturn Delta                    | Jimi Hendrix                              | South Saturn Delta (1997)                                    |      |
| Spanish Castle Magic                  | Jimi Hendrix                              | Axis: Bold as Love                                           | 1967 |
| Star Spangled Banner                  | Traditional (arrangiert von Jimi Hendrix) | Woodstock: Music from the Original Soundtrack and More       | 1970 |
| Steal Away                            | Jimmy Hughes                              | Songs for Groovy Children: The Fillmore East Concerts (2019) |      |
| Stepping Stone                        | Jimi Hendrix                              | War Heroes (1972)                                            |      |
| Still Raining, Still Dreaming         | Jimi Hendrix                              | Electric Ladyland                                            | 1968 |
| Stone Free                            | Jimi Hendrix                              | Smash Hits (UK-Version)                                      | 1968 |
| Stone Free Again                      | Jimi Hendrix                              | Crash Landing (1975)                                         |      |
| Stop                                  | Jerry Ragovoy, Mort Shuman                | Band of Gypsys 2 (1986)                                      |      |
| Straight Ahead                        | Jimi Hendrix                              | The Cry of Love (1971)                                       |      |
| Strato Strut                          | Jimi Hendrix                              | Morning Symphony Ideas (2000)                                |      |
| Suddenly November Morning             | Jimi Hendrix                              | West Coast Seattle Boy (2010)                                |      |
| Sunshine Of Your Love                 | Eric Clapton, Jack Bruce, Pete Brown      | Experience (1971)                                            |      |
| Sweet Angel                           | Jimi Hendrix                              | South Saturn Delta (1997)                                    |      |

### T
| Lied                                           | Autoren                                                                                                  | Album                              | Jahr |
| ---------------------------------------------- | --- | ---------------------------------- | ---- |
| Taking Care of No Business                     | Jimi Hendrix                                                                                             | The Jimi Hendrix Experience        | 2000 |
| Tax Free                                       | Bo Hansson, Janne Carlsson                                                                               | War Heroes                         | 1972 |
| Tears of Rage                                  | Bob Dylan, Richard Manuel                                                                                | West Coast Seattle Boy             | 2010 |
| The Little Drummer Boy / Silent Night (Medley) | Katherine K. Davis, Henry Onorati, Harry Simeone, Josef Mohr, Franz Gruber (arrangiert von Jimi Hendrix) | ... And a Happy New Year (EP 1974) |      |
| The Queen                                      | Traditional (arrangiert von Jimi Hendrix)                                                                | Hendrix in the West (1972)         | 1970 |
| The Stars That Play with Laughing Sam's Dice   | Jimi Hendrix                                                                                             | Smash Hits (UK-Version)            | 1968 |
| The Sunshine of Your Love                      | Pete Brown, Jack Bruce, Eric Clapton                                                                     | Experience                         | 1971 |
| The Wind Cries Mary                            | Jimi Hendrix                                                                                             | Are You Experienced (US-Version)   | 1967 |
| Things I Used to Do                            | Guitar Slim                                                                                              | Both Sides of the Sky              | 2018 |
| Title #3                                       | Jimi Hendrix                                                                                             | The Jimi Hendrix Experience        | 2000 |

### U
| Lied                 | Autoren      | Album                  | Jahr |
| -------------------- | ------------ | ---------------------- | ---- |
| Untitled Basic Track | Jimi Hendrix | West Coast Seattle Boy | 2010 |
| Up from the Skies    | Jimi Hendrix | Axis: Bold as Love     | 1967 |

### V
| Lied                                       | Autoren      | Album                                                  | Jahr |
| ------------------------------------------ | ------------ | ------------------------------------------------------ | ---- |
| Valleys of Neptune                         | Jimi Hendrix | Valleys of Neptune                                     | 2010 |
| Villanova Junction (aka Instrumental Solo) | Jimi Hendrix | Woodstock: Music from the Original Soundtrack and More | 1970 |
| Voodoo Child (Slight Return)               | Jimi Hendrix | Electric Ladyland                                      | 1968 |
| Voodoo Chile                               | Jimi Hendrix | Electric Ladyland                                      | 1968 |

### W
| Lied                    | Autoren       | Album                 | Jahr |
| ----------------------- | ------------- | --------------------- | ---- |
| Wait Until Tomorrow     | Jimi Hendrix  | Axis: Bold as Love    | 1967 |
| We Gotta Live Together  | Buddy Miles   | Band of Gypsys        | 1970 |
| Who Knows               | Jimi Hendrix  | Band of Gypsys        | 1970 |
| Wild Thing              | Chip Taylor   | Historic Performances | 1970 |
| With the Power          | Jimi Hendrix  | Crash Landing         | 1975 |
| Woodstock               | Joni Mitchell | Both Sides of the Sky | 2018 |
| Woodstock Improvisation | Jimi Hendrix  | Woodstock             | 1994 |

### Y
| Lied                   | Autoren      | Album                  | Jahr |
| ---------------------- | ------------ | ---------------------- | ---- |
| Young/Hendrix          | Jimi Hendrix | West Coast Seattle Boy | 2010 |
| You’ve Got Me Floating | Jimi Hendrix | Axis: Bold as Love     | 1967 |